# ألفونسو فريمان
ألفونسو فريمان (بالإنجليزية: Alfonso Freeman)‏ مواليد 13 سبتمبر 1959 في لوس أنجلوس، هو ممثل أمريكي بدأ مسيرته الفنية سنة 1994.

## الأعمال
- الخلاص من شاوشانك
- سبعة
- الجناح الغربي
- إي آر
- ذا براكتيس
- جاغ
- الدجاجة الآلية
- قائمة الدلو

## روابط خارجية
- ألفونسو فريمان على موقع IMDb (الإنجليزية)
- ألفونسو فريمان على موقع قاعدة بيانات الأفلام السويدية (السويدية)
- ألفونسو فريمان على موقع قاعدة بيانات الفيلم (الإنجليزية)